# Marpesia heraldicus
Marpesia heraldicus är en fjärilsart som beskrevs av Bates 1865. Marpesia heraldicus ingår i släktet Marpesia och familjen praktfjärilar. Inga underarter finns listade i Catalogue of Life.